# Sebastian Bea
Sebastian Bea (San Francisco, 10 aprile 1977) è un ex canottiere statunitense, vincitore dell'argento olimpico ai Giochi di Sydney 2000 nel due senza in coppia con Ted Murphy.

## Palmarès
- Giochi olimpici

Sydney 2000: argento nel due senza.
- Campionati del mondo di canottaggio

Lago di Aiguebelette 1997: oro nell'otto.
- Giochi panamericani

Rio de Janeiro 1997: oro nell'otto e argento nel quattro senza.